# Vacío (película)
Vacío es una película dramática ecuatoriana de 2020 dirigida por Paul Venegas. Fue seleccionada como la entrada ecuatoriana a Mejor Película Internacional en la 93.ª edición de los Premios Óscar, pero no fue nominada.

## Sinopsis
Dos inmigrantes chinos recién llegados a Ecuador se encuentran bajo el control de un gánster obsesivo.